# Geno Petriaszwili
Geno Petriaszwili (gruz. გენო პეტრიაშვილი; ur. 1 kwietnia 1994) – gruziński zapaśnik walczący w stylu wolnym. Brązowy medalista olimpijski z Rio de Janeiro 2016 w kategorii 125 kg, srebrny z Tokio 2020 w kategorii 125 kg i złoty z Paryża 2024 w kategorii 125 kg.

## Kariera sportowa
Złoty medalista mistrzostw świata w 2017, 2018 i 2019; srebrny w 2021 i 2023, a brązowy w 2013, 2015 i 2022. Zdobył dzisięć medali na mistrzostwach Europy w latach 2013 - 2024. Trzeci na igrzyskach europejskich w 2015. Trzeci w Pucharze Świata w 2016; siódmy w 2017, a dziewiąty w 2014. 
Mistrz świata juniorów z 2013 i Europy w 2013 i 2014. Pierwszy na MŚ U-23 w 2017. Mistrz Europy U-23 w 2016 i 2017 roku.